# Fernando Tatís
Fernando Gabriel Tatís Medina Sr. (San Pedro de Macorís, 27 de septiembre de 1973) es un utility player dominicano que jugó en las Grandes Ligas de Béisbol. Jugó para los Rangers de Texas (1997-1998), Cardenales de San Luis (1998-2000), Expos de Montreal (2001-2003), Orioles de Baltimore (2006) y Mets de Nueva York (2008-2010). Tatís posee el récord en carreras impulsadas en una entrada en las mayores, una hazaña que logró tras conectar dos Grand Slams en una entrada el 23 de abril de 1999, también se convirtió en el único jugador en la historia de las Grandes Ligas en conectar dos grand slams en una entrada.
Su hijo, Fernando Tatís Jr. también es beisbolista y juega para los San Diego Padres.

## Carrera
Fernando Tatis 
Lesiones : (8) 
A los 17 años de edad, Tatís fue firmado como amateur por los Rangers de Texas el 25 de agosto de 1992. Hizo su debut en las Grandes Ligas con los Rangers en la tercera base casi cinco años después, el 26 de julio de 1997 y llegaría a jugar 60 partidos con los Rangers en su temporada de novato. En la fecha límite de cambios el 31 de julio de 1998, los Rangers negociaron a Tatís junto con Darren Oliver y Mark Little con los Cardenales de San Luis a cambio de Royce Clayton y Todd Stottlemyre.
Tatís disfrutó de un buen año de su carrera en 1999 con los Cardenales de San Luis, cuando bateó 34 jonrones con 107 carreras impulsadas y 21 bases robadas, mientras publicaba un promedio de bateo de.298. El 23 de abril de 1999, Tatís hizo historia al pegar dos grand slams en una sola entrada, el único jugador en hacerlo en la historia de las Grandes Ligas. Ambos contra el lanzador Chan Ho Park de los Dodgers de Los Ángeles. Con esta hazaña, Tatís también estableció un récord de las Grandes Ligas con ocho carreras impulsadas en una sola entrada. Después de solo jugar en 96 juegos en el 2000 debido a una lesión, Tatís fue cambiado a los Expos de Montreal junto a Britt Reames por Dustin Hermanson y Steve Kline. Por desgracia para los Expos, Tatís solo jugaría en 208 juegos en el lapso de tres temporadas con ellos debido a varias lesiones y pasar tiempo en la lista de lesionados.
Los Mantarrayas de Tampa Bay firmaron a Tatís y lo invitaron al spring training en 2004, pero no hizo el equipo y fue puesto en libertad posteriormente. Tatís no jugó profesionalmente durante dos temporadas, por pasar tiempo con su familia en la República Dominicana. Lo que impulsó a Tatís a regresar al béisbol fue su deseo por construir con una iglesia en su ciudad natal San Pedro de Macorís. Poco después le dijo a su familia de sus planes, los Orioles de Baltimore lo firmaron con un contrato de ligas menores el 25 de noviembre de 2005. Jugó la mayor parte de la temporada para su filial AAA, los Ottawa Lynx, eventualmente jugó en 28 partidos para los Orioles después de ser llamado nuevamente el 21 de julio de 2006.
En 2007, Tatís fue invitado al spring training de Los Angeles Dodgers. A Tatís se le concedió su petición de ser liberado el 14 de marzo después de haber sido asignado al campamento de ligas menores. Nueve días después, firmó un contrato de ligas menores con los Mets de Nueva York, y pasó toda la temporada 2007 con su filial AAA, los New Orleans Zephyrs. Antes de que Tatís comenzara su temporada con los Mets, la iglesia en la que él estaba ahorrando se había construido.

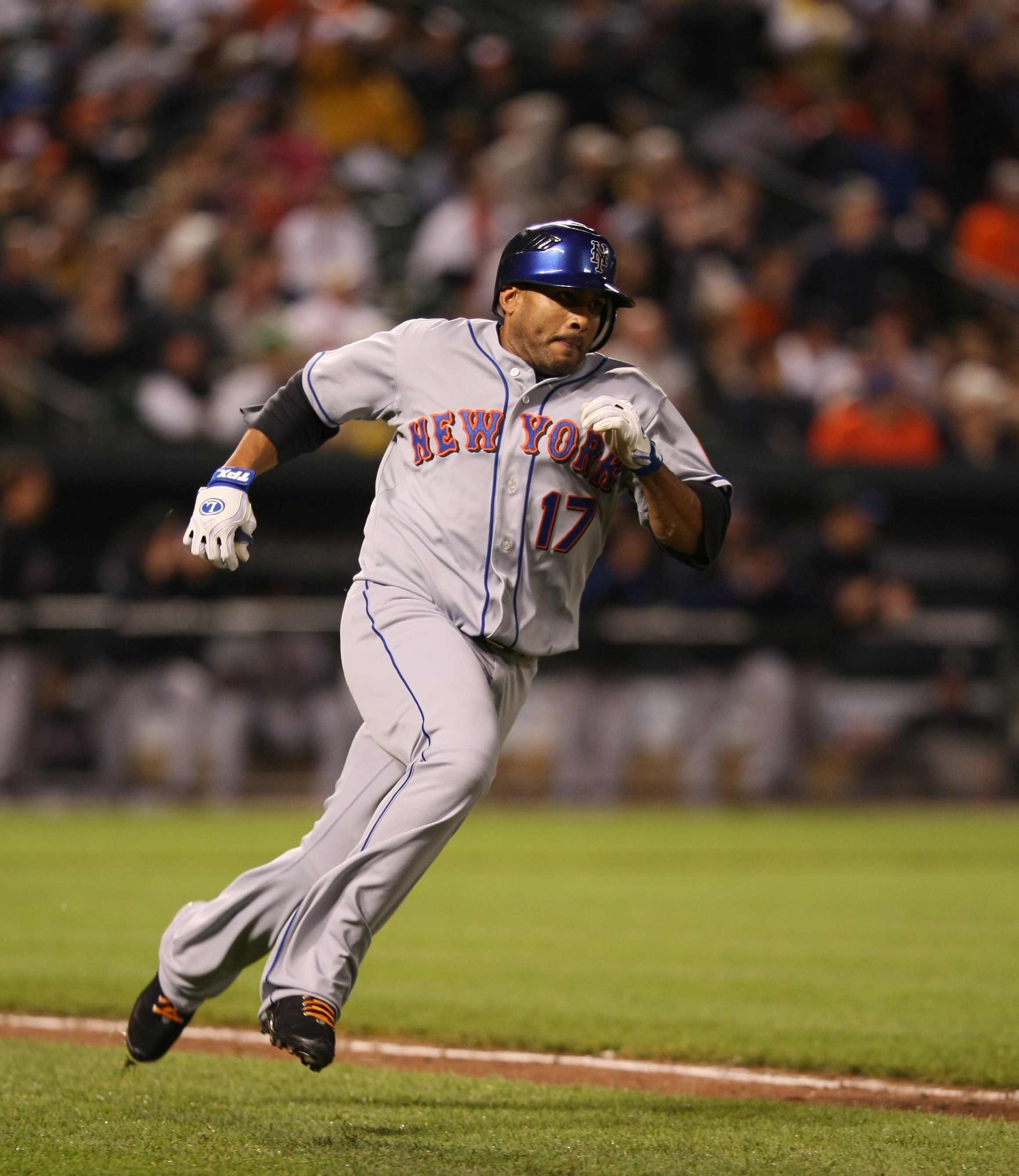
Tatís corriendo las bases en 2009

El 11 de mayo de 2008, Tatís fue llamado desde New Orleans Zephyrs para sustituir a Ángel Pagán, porque Tatís había empezado a jugar en el jardín en las menores para convertirse en un utility player. El 28 de mayo, bateó un doble contra Justin Miller para derrotar a los Marlins de Florida en la parte baja del inning 12. Tatís jugó la mayor parte de su carrera en la posición de los jardines para los Mets debido a las lesiones de sus titulares Moisés Alou y Ryan Church.  El 16 de septiembre, Tatís se lastimó el hombro por un pelotazo en un partido contra los Nacionales. El equipo médico de Nueva York, diagnosticó la lesión como una separación de grado III, pero se perdió el resto de la temporada regular de 2008. El 23 de octubre de 2008, Tatís recibió el The Sporting News Comeback Player of the Year Award de la Liga Nacional.
Tatís fue alistado en el roster de República Dominicana para el Clásico Mundial de Béisbol 2009 como reemplazo del lesionado Alex Rodríguez. Tatís juega la primera base, segunda base, tercera base, y las dos posiciones del jardín (izquierdo y derecho). También jugó el campocorto por 4.ª vez el 17 de mayo, cuando reemplazó a Alex Cora. Si es necesario, también puede jugar en la posición del receptor.
Tatís volvió a firmar con los Mets el 29 de enero de 2010 por un año y un salario de $1.7 millones de dólares. Actualmente juega con los Vaqueros Laguna en la Liga Mexicana de Béisbol.

## Liga de Béisbol Invernal Profesional Dominicana
La carrera de Tatis en la Liga de Béisbol Profesional de la República Dominicana comenzó en la temporada 2005-2006 con las Estrellas Orientales, donde estuvo hasta la temporada 2009-2010. En la temporada 2010-2011 llega a los Leones del Escogido, donde permanece hasta el fin de su carrera como jugador en la temporada 2012-2013.
Una vez se retira como jugador pasó a ser el dirigente de las Estrellas Orientales y consigue ser campeón en la temporada 2018-2019. En esta temporada el equipo tuvo récord de 29-21; en la Serie Semifinal ("Round Robin") registraron 11-7, para coronarse campeones frente a los Toros del Este en la Serie Final en seis juegos, con récord de (5-1).
Tras un mal inicio en la temporada 2019-2020, Tatis fue removido como dirigente de las Estrellas Orientales.

## Carrera tras la retirada
En enero de 2018, Tatis fue anunciado como dirigente de uno de los dos equipos de los Medias Rojas De Boston en la Dominican Summer League.
En 2019, Tatis fue el dirigente del equipo de béisbol Estrellas Orientales que fueron campeones de la Liga Dominicana de Béisbol. Un hecho histórico ya que dicho  equipo tenía más de 5 décadas sin ganar la corona. En 2021, fue nuevamente confirmado como dirigente y ha mantenido la posición hasta el año 2023.

## Vida personal
El padre de Tatis, Fernando Antonio Tatís, fue también un jugador de béisbol profesional. Fue un infielder que jugó en el sistema de ligas menores de los Astros de Houston, desde 1969 hasta 1978, alcanzando incluso el nivel de Triple AAA antes de retirarse y dedicarse a ser un couch y scout. Este desaparece de la vida de su hijo cuando este tenía 4 años de edad. Estos no se reunirían hasta el año 1997 cuando el joven Tatís era apenas un novato que jugaba para los Rangers de Texas. El scout del equipo Omar Minaya, a quien describe como una figura paterna, pudo reunirlo con su padre.
Tatis es además el padre de Fernando Tatís Jr., el campo corto de los Padres de San Diego que en su momento fue considerado uno de los mejores prospectos del béisbol. Además, su hijo más joven Elijah, es también un jugador de béisbol que fue firmado por los Chicago White Sox en 2019.